# 袁霞
袁霞（1932年2月—），中国女演员，中国电影家协会会员。

## 经历
她1948年加入胶东文协文工团舞美组，1956年考入八一电影制片厂，并主演电影《激战前夜》。1958年在《永不消逝的电波》中饰演何兰芬，还曾为该片到上海体验找灵感，并凭借此次演出获评优秀生产者。1965年在《苦菜花》中饰演星梅。文化大革命时被下放至野战部队，1971年曾随工程队赴老挝生活两年多。1978年凭《永不消逝的电波》获南斯拉夫国际电影节最佳女演员。1988年退休后从事绘画创作。2006年曾参演《封神榜》、《大宋提刑官》和《走进大山》等影视剧。（页面存档备份，存于）（页面存档备份，存于）